# Mahwah
Mahwah est une municipalité du comté de Bergen, dans l’État du New Jersey, aux États-Unis. Elle comptait 25 890 habitants lors du recensement de 2010. Le nom Mahwah vient du mot mawewi, de la langue des Lenapes, qui signifie « Lieu de réunion » ou « Lieu où les chemins se croisent »,.

## Sport
Pendant douze ans (1978–1989) c'est à Mahwah que s’est déroulé le tournoi de tennis de South Orange, un tournoi de tennis féminin du circuit professionnel WTA auquel les plus grandes joueuses du monde ont participé (Chris Evert, Hana Mandlíková, Martina Navrátilová, Steffi Graf, Manuela Maleeva, etc.).

## Source
- (en) Cet article est partiellement ou en totalité issu de l’article de Wikipédia en anglais intitulé « Mahwah, New Jersey » (voir la liste des auteurs).